# Jiménez (departamento)
Jiménez é um departamento da Argentina, localizado na 
província de Santiago del Estero.
| Departamento Jimenez | Departamento Jimenez             |
| -------------------- | -------------------------------- |
| País:                | Argentina                        |
| Província:           | Província de Santiago del Estero |
| Capital:             | Pozo Hondo                       |
| Superfície:          | 4832 km²                         |
| População:           | 13170(IDEC - 2005)               |
| Densidade:           | 17,4 hab/km²                     |
| Var. intercensial:   | +6,78%                           |
| Localização:         | 27° 9' 48" S 64° 29' 27" O       |